# Тарапата Никифір Іларіонович
Никифір Іларіонович Тарапата (20 лютого 1917, Вінницька область — 12 серпня 1945, Приморський край) — командир розрахунку 45-мм гармати 87-го окремого винищувально-протитанкового артилерійського дивізіону старший сержант — на момент представлення до нагородження орденом Слави 1-го ступеня.

## Біографія
Народився 1917 року в селі Стара Прилука, Липовецького району Вінницькій області Україна. Українець. Закінчив 4 класи. Працював у колгоспі «Батьківщина».
У жовтні 1939 року призваний до Червоної армії Турбівським РВК. У боях Німецько-радянської війни з червня 1942 року воював на Брянському, Західному і 3-му Білоруському фронтах. Член ВКП з 1943 року.
25-26 грудня 1943 року в наступальних боях під залізничною станцією Кринки молодший сержант Тарапата гарматним вогнем зруйнував 3 кулеметні точки ворога, знищив понад 10 супротивників. При відбитті контратаки противника підбив танк. Був представлений до нагородження орденом Червоної Зірки.
Наказом по частинах 97-ї Стрілецької дивізії від 7 лютого 1944 року молодший сержант Тарапата Никифір Іларіонович нагороджений орденом Слави 3-го ступеня.
У лютому був поранений, після госпіталю повернувся в свій полк. Став командиром розрахунку. Надалі у складі своєї дивізії брав участь у Білоруській наступальній операції.
22 червня 1941 року, при прориві оборони противника, вогнем із гармати зробив розрив в дротяних загородженнях, знищив 7 вогневих точок та кілька десятків супротивників. Нагороджений орденом Червона Зірка.
20 серпня 1944 року в бою біля населеного пункту Синтовти старший сержант Тарапата зі своїм розрахунком, ведучи вогонь прямою наводкою, винищив понад відділення ворожої піхоти. Був поранений, але продовжував керувати вогнем гармати до закінчення бою.
Наказом по військам 5-ї армії від 4 листопада 1944 року старший сержант Тарапата Никифір Іларіонович нагороджений орденом Слави 2-го ступеня.
В ході Східно-Прусської операції 5-а армія виконувала завдання з розгрому тільзітсько-інстербурзьке угруповання противника
23 січня 1945 року в 14 км на захід від міста Інстербург старший сержант Тарапата з відкритої позиції знищив зенітну гармату і кулемет з прислугою, чим забезпечив просування вперед піхотних підрозділів. 25 січня на південній околиці населеного пункту Алленбург влучним вогнем вибив ворожих автоматників з трьох будівель, змусив замовкнути 3 кулемети. 28 січня зі своїми артилеристами в 17 км на північний захід від міста Фрідланд відбив кілька контратак піхоти противника, підтриманих двома штурмовими гарматами. Підбив одну самохідку і знищив до 30 супротивників. 11 лютого при бомбардуванні противником наших позицій був поранений, відмовився від евакуації в госпіталь і залишився в строю.
Указом Президії Верховної Ради СРСР від 19 квітня 1945 року в старший сержант Тарапата Никифір Іларіонович нагороджений орденом Слави 1-го ступеня. Став повним кавалером ордена Слави, але нагороду отримати не встиг.
У квітні 1945 року, після закінчення боїв у Східній Пруссії, дивізія в якій воював старший сержант Тарапата, у складі 5-ї армії була виведена в резерв і передислокована на Далекий Схід у складі Приморської групи військ.
З 9 серпня 1945 року старший сержант Тарапата у складі свого полку брав участь у війні, зокрема — в Харбіно-Гірінській операції. В одному з боїв районі міста Мулін (Китай) був важко поранений і 12 серпня помер від ран.
Був похований на околиці міста Мулін, пізніше, перепохований у братській на північний захід селища Гродеково, селище Пограничне, Приморського краю.
Нагороджений орденами Вітчизняної війни 1-ого ступеня, Червоної Зірки, Слави 1-го, 2-го і 3-го ступенів.
Дружина — Тарапата Авдотія Пилипівна, проживала в селі Стара Прилука.